# Fredrika av Mecklenburg-Strelitz
Fredrika av Mecklenburg-Strelitz (Frederica Louise Caroline Sophie Charlotte Alexandrine), född 3 mars 1778, död 29 juni 1841, genom äktenskap prinsessa av Preussen, prinsessa av Solm-Braunfels, prinsessa av Storbritannien och hertiginna av Cumberland och drottning av Hannover.
Fredrika av Mecklenburg-Strelitz var dotter till hertig Karl II av Mecklenburg-Strelitz och Fredrika av Hessen-Darmstadt.
Hon var gift med prins Ludvig Karl av Preussen (1793), med prins Fredrik Vilhelm av Solms-Braunfels (1798) och med kung Ernst August I av Hannover (1815). 

## Bakgrund
Fredrika uppfostrades av sin mormor Maria Louise Albertine av Leiningen-Dagsburg-Falkenburg, änkehertiginna av Hessen-Darmstadt, från 1785, eftersom modern och styvmodern båda var döda och fadern inte ansåg sig kunna uppfostra sina barn. Den 14 mars 1793 arrangerades ett möte på teatern i Frankfurt am Main med kung Fredrik Vilhelm II av Preussen, som blev förtjust i hennes och hennes systers utseende. 
Fadern arrangerade sedan ett äktenskap mellan Fredrika och prins Ludvig av Preussen och mellan Fredriks syster Louise och Ludvigs bror kronprins Fredrik Vilhelm av Preussen. Fredrika och Ludvig blev gifta i Berlin 26 december 1793, två dagar efter Louise och Fredrik Vilhelm.

## Första äktenskapet
Fredrika och Ludvig inledde inte något varmare förhållande med varandra: Ludvig hade flera andra kärleksaffärer, medan Fredrika inledde ett förhållande med sin makes farbror prins Ludvig Ferdinand av Preussen (1772-1806). Ludvig dog av difteri 1796. 
1797 förlovades hon inofficiellt med sin kusin, den brittiske prinsen Adolf, hertig av Cambridge, men förlovningen bröts då dennes far, Georg III av Storbritannien efter press från sin fru Charlotte, tillika Fredrikas faster, vägrade ge sitt tillstånd till giftermålet.

## Andra äktenskapet
År 1798 blev Fredrika gravid med prins Fredrik Vilhelm av Solms-Braunfels (1770-1814) : denne erkände faderskapet och bad att få gifta sig med henne, vilket han omedelbart fick tillstånd till för att undvika skandal. Paret flyttade sedan till Ansbach. Då Fredrika två månader senare födde en dotter som endast levde åtta månader, sägs detta ha påverkat maken så svårt att han blev alkoholist, vilket kostade honom hans militärtjänst 1805. Hennes svåger rådde henne då att ta ut skilsmässa med hans stöd, men paret vägrade. 
År 1813 blev hennes kusin, den brittiske prinsen Ernst August, hertig av Cumberland, den senare Ernst August I av Hannover, förälskad i Fredrika och ville gifta sig med henne. Fredrika tillråddes av sin far att skilja sig, och då hon bad Preussens kung om lov till skilsmässa fick hon allmänt stöd. Maken dog dock plötsligt 1814, och det spekulerades om att han hade blivit förgiftad av henne.

## Tredje äktenskapet

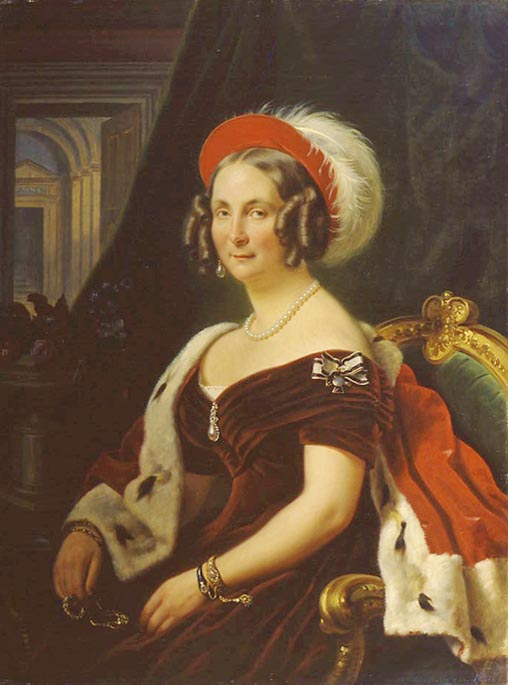
Fredrika av Mecklenburg-Strelitz ca 1830

Fredrika och Ernst August gifte sig 1815 i Neustrelitz och sedan i Storbritannien, men äktenskapet ogillades starkt av drottningen, Charlotte av Mecklenburg-Strelitz, som rådde paret att bo utomlands. 
År 1837 dog svågern Vilhelm IV av Storbritannien och Hannover och efterträddes i Storbritannien av drottning Viktoria och i Hannover av Ernst August, eftersom Hannover inte godkände Viktoria på grund av att hon var kvinna. Fredrika blev därmed drottning av Hannover. Hon avled efter en kort tids sjukdom. Torget Friederikenplatz i Hannover har sitt namn efter henne.

## Barn
I första äktenskapet:
- Fredrik Vilhelm Ludvig av Preussen (1794-1863), gift med Luise av Anhalt-Bernburg (1799-1882)
- Fredrik Vilhelm Carl av Preussen (1795-1798)
- Fredrika Luise Wilhelmina av Preussen (1796-1850), gift med Leopold IV av Anhalt-Dessau

I andra äktenskapet:
- Sophia av Solms-Braunfels (f. och d. 1799)
- Fredrik Wilhelm av Solms-Braunfels (f. och d. 1800)
- Fredrik Wilhelm Heinrich Casimir Georg Karl Maximilian av Solms-Braunfels (1801-1868), gift med grevinnan Maria Kinsky Wchinitz und Tettau
- Augusta Luise Therese Matilda av Solms-Braunfels (1804-1865), gift med Albert av Schwarzburg-Rudolstadt
- Dödfödd dotter (1805)
- Alexander Frederick av Solms-Braunfels (1807-1867), gift med Louise zu Landsberg-Velen
- Fredrik Wilhelm Ludwig Georg Karl Alfred Alexander av Solms-Braunfels (1812-1875), gift med Sophie av Löwenstein-Wertheim-Rosenberg

I tredje äktenskapet:
- Dödfödd dotter (1818)
- Georg V av Hannover (1819-1878)